# Creative Micro Designs
La Creative Micro Designs (CMD) è stata un'azienda statunitense che operava nel settore dell'informatica vendendo sia PC che periferiche.
Ha iniziato la sua attività nel 1987 costruendo e vendendo aggiornamenti firmware e hardware per gli homecomputer Commodore 64 e Commodore 128. La CMD ha interrotto le vendite dei prodotti per Commodore nel 2001. Nel luglio dello stesso anno ha ceduto la produzione e la vendita di questi prodotti alla Click Here Software Co.

## Prodotti per Commodore 64 e 128
- JiffyDOS, ROM chip per i floppy disk drives dei commodore C64 e C128. Incrementa la velocità di trasferimento dati
- FD series, Serie di Floppy disk drives
- HD series, Serie di Hard disk drives
- RAMLink, Scheda di espansione RAM
- 1750 XL, Scheda di espansione dotata di 2 MB di RAM, compatibile con le Commodore REU prodotte dalla Commodore.
- SuperCPU, Scheda di espansione dotata di una propria CPU da collegare alla porta di espansione dei C64/128. Impiega un processore a 16-bit di tipo WDC 65C816 a 20 MHz
- SuperRAMCard espansione RAM per la scheda SuperCPU